# Alessio Zerbin
Alessio Zerbin (Novara, 3 marzo 1999) è un calciatore italiano, centrocampista o attaccante della Cremonese, in prestito dal Napoli.

## Caratteristiche tecniche
Gioca prevalentemente come ala sinistra, spesso accentrandosi dalla fascia col destro, suo piede preferito, per cercare l'assist o il tiro sul secondo palo. Abbina eleganza e qualità nel tocco di palla ad un fisico robusto e prestante, che gli consente di giocare anche come esterno di centrocampo.

## Carriera

### Club

#### Gli inizi e il Napoli
Inizia a giocare a calcio nell'oratorio di Santa Rita, a Novara, formandosi poi nel settore giovanile dell'Inter, dove rimane per sei anni, dal 2007 al 2013. Dopo una breve parentesi nelle giovanili del Novara, nel settembre 2014 firma per il Suno, squadra con cui debutta in Prima Categoria il 16 febbraio 2015, nella vittoria casalinga per 2-1 contro l'Arona.
Successivamente viene acquistato dal Gozzano, con cui esordisce in Serie D il 10 aprile 2016, subentrando negli ultimi minuti del match contro il Castellazzo, valido per la 34ª giornata di campionato. L'8 maggio seguente, nell'ultima giornata di campionato, mette a segno una tripletta contro il Ligorna. Durante la prima metà della stagione successiva, colleziona altri 5 gol in 17 presenze.
Il 31 gennaio 2017 viene acquistato a titolo definitivo, per 85.000 euro, dal Napoli, che lo aggrega alla formazione Primavera. Nella stagione 2017-2018 continua a giocare con la Primavera azzurra, raccogliendo in totale 35 presenze e segnando 13 gol.

#### I prestiti nelle serie inferiori
Il 18 luglio 2018 viene ceduto in prestito alla Viterbese, in Serie C. Chiude la sua stagione con i gialloblu vincendo la Coppa Italia Serie C e collezionando 29 presenze totali, condite da due gol, di cui uno in Coppa Italia contro l'Ascoli.
La stagione successiva viene girato in prestito al Cesena, con cui colleziona 23 presenze e due reti, entrambe segnate il 16 febbraio 2020, nella vittoria esterna per 4-1 contro l'Imolese.
Il 17 settembre 2020 viene ceduto, nuovamente in prestito, alla Pro Vercelli. Con i piemontesi raccoglie in totale 36 presenze e 5 gol, contribuendo al quarto posto finale in campionato con conseguente accesso ai play-off, dove la squadra si ferma al primo turno della fase nazionale, eliminata dal Südtirol.
Il 28 luglio 2021 viene ufficializzato il suo passaggio in prestito al Frosinone. Debutta in Serie B il 20 agosto seguente, nel match casalingo contro il Parma, durante il quale mette a segno anche il primo gol con la nuova maglia. Durante la stagione viene eletto per due volte calciatore del mese (dicembre e gennaio) dall'AIC. Termina la sua esperienza con i Ciociari collezionando 32 presenze totali e 9 gol.

#### Ritorno al Napoli e ulteriori prestiti
Una volta tornato al Napoli, debutta in Serie A con la maglia azzurra il 15 agosto 2022, in occasione del match contro il Verona, valido per la prima giornata di campionato e vinto 5-2 dai partenopei. Il 7 settembre seguente, invece, fa il suo esordio in Champions League, nella partita casalinga vinta per 4-1 contro il Liverpool, subentrando nel secondo tempo a Khvicha K'varatskhelia. Il 4 maggio 2023, in virtù del pareggio per 1-1 del Napoli contro l'Udinese, si aggiudica il primo scudetto della sua carriera.
Il 18 gennaio 2024 Zerbin segna i suoi primi gol con la maglia dei partenopei, contribuendo con una doppietta al successo per 3-0 sulla Fiorentina nella semifinale di Supercoppa italiana.
Il 25 gennaio seguente viene ceduto in prestito al Monza, sempre in Serie A, fino a fine stagione. Esordisce tre giorni dopo, nella vittoria casalinga per 1-0 contro il Sassuolo, subentrando nella ripresa ad Andrea Colpani. Conclude il campionato collezionando 13 presenze totali con i brianzoli, per poi tornare nuovamente al Napoli. 
Il 18 gennaio 2025, avendo trovato poco spazio nella prima parte di stagione coi partenopei, viene ceduto al Venezia, ma stavolta con la formula del prestito con diritto di riscatto, fissato a 4 milioni di euro e tramutabile in obbligo in caso di salvezza dei lagunari al termine del campionato. Il 27 dello stesso mese trova il suo primo gol con la nuova maglia, in occasione della gara casalinga contro il Verona, valida per la 22ª giornata di Serie A e terminata col risultato di 1-1. Colleziona complessivamente 18 presenze con il club veneto, che a fine stagione retrocede in Serie B e decide di non riscattare il giocatore.
Rientrato al Napoli, il 29 luglio seguente passa alla Cremonese in prestito oneroso per 250.000 euro, con diritto di riscatto fissato a 2 milioni più 1 di bonus e tramutabile in obbligo in caso di salvezza dei grigiorossi al termine del campionato.

### Nazionale

#### Nazionali giovanili
Il 2 febbraio 2017 viene convocato per la prima volta in nazionale Under-18 dal CT Paolo Nicolato. L'8 febbraio seguente fa il suo debutto da titolare nell'amichevole contro i pari età della Francia. Segna il suo primo e unico gol con l'Under-18 il successivo 8 marzo, in occasione del match contro la Danimarca, terminato poi 4-4.

#### Nazionale maggiore
Il 24 maggio 2022 viene convocato per la prima volta in nazionale maggiore dal CT Roberto Mancini per uno stage di tre giorni riservato ai giovani calciatori più promettenti del panorama italiano. Successivamente viene aggregato al gruppo di convocati per la prima partita di Nations League 2022-2023 contro la Germania, senza tuttavia scendere in campo. Fa invece il suo esordio in maglia azzurra il 7 giugno seguente, subentrando a Giacomo Raspadori nei minuti finali della seconda gara di Nations League contro l'Ungheria, terminata 2-1 in favore dell'Italia.

## Statistiche

### Presenze e reti nei club
Statistiche aggiornate al 29 luglio 2025.
| Stagione        | Squadra             | Campionato      | Campionato | Campionato | Coppe nazionali | Coppe nazionali | Coppe nazionali | Coppe continentali | Coppe continentali | Coppe continentali | Altre coppe | Altre coppe | Altre coppe | Totale | Totale |
| Stagione        | Squadra             | Comp            | Pres       | Reti       | Comp            | Pres            | Reti            | Comp               | Pres               | Reti               | Comp        | Pres        | Reti        | Pres   | Reti   |
| --------------- | ------------------- | --------------- | ---------- | ---------- | --------------- | --------------- | --------------- | ------------------ | ------------------ | ------------------ | ----------- | ----------- | ----------- | ------ | ------ |
| 2014-2015       | Suno                | 1° Cat.         | 1          | 0          | -               | -               | -               | -                  | -                  | -                  | -           | -           | -           | 1      | 0      |
| 2015-2016       | Gozzano             | D               | 3          | 3          | -               | -               | -               | -                  | -                  | -                  | -           | -           | -           | 3      | 3      |
| 2016-gen. 2017  | Gozzano             | D               | 17         | 5          | -               | -               | -               | -                  | -                  | -                  | -           | -           | -           | 17     | 5      |
| Totale Gozzano  | Totale Gozzano      | Totale Gozzano  | 20         | 8          |                 | -               | -               |                    | -                  | -                  |             | -           | -           | 20     | 8      |
| gen.-giu. 2017  | Napoli              | A               | 0          | 0          | CI              | 0               | 0               | UCL                | 0                  | 0                  | -           | -           | -           | 0      | 0      |
| 2017-2018       | Napoli              | A               | 0          | 0          | CI              | 0               | 0               | UCL+UEL            | 0                  | 0                  | -           | -           | -           | 0      | 0      |
| 2018-2019       | Viterbese Castrense | C               | 22         | 1          | CI+CI-C         | 3+4             | 1+0             | -                  | -                  | -                  | -           | -           | -           | 29     | 2      |
| 2019-2020       | Cesena              | C               | 21         | 2          | CI-C            | 2               | 0               | -                  | -                  | -                  | -           | -           | -           | 23     | 2      |
| 2020-2021       | Pro Vercelli        | C               | 33+3       | 5+0        | -               | -               | -               | -                  | -                  | -                  | -           | -           | -           | 36     | 5      |
| 2021-2022       | Frosinone           | B               | 31         | 9          | CI              | 1               | 0               | -                  | -                  | -                  | -           | -           | -           | 32     | 9      |
| 2022-2023       | Napoli              | A               | 10         | 0          | CI              | 1               | 0               | UCL                | 3                  | 0                  | -           | -           | -           | 14     | 0      |
| 2023-gen. 2024  | Napoli              | A               | 7          | 0          | CI              | 0               | 0               | UCL                | 0                  | 0                  | SI          | 2           | 2           | 9      | 2      |
| gen.-giu. 2024  | Monza               | A               | 13         | 0          | CI              | -               | -               | -                  | -                  | -                  | -           | -           | -           | 13     | 0      |
| 2024-gen. 2025  | Napoli              | A               | 2          | 0          | CI              | 2               | 0               | -                  | -                  | -                  | -           | -           | -           | 4      | 0      |
| Totale Napoli   | Totale Napoli       | Totale Napoli   | 19         | 0          |                 | 3               | 0               |                    | 3                  | 0                  |             | 2           | 2           | 27     | 2      |
| gen.-giu. 2025  | Venezia             | A               | 18         | 1          | CI              | 0               | 0               | -                  | -                  | -                  | -           | -           | -           | 18     | 1      |
| 2025-2026       | Cremonese           | A               | 0          | 0          | CI              | 0               | 0               | -                  | -                  | -                  | -           | -           | -           | 0      | 0      |
| Totale carriera | Totale carriera     | Totale carriera | 181        | 26         |                 | 13              | 1               |                    | 3                  | 0                  |             | 2           | 2           | 199    | 29     |

### Cronologia presenze e reti in nazionale
| Cronologia completa delle presenze e delle reti in nazionale ― Italia | Cronologia completa delle presenze e delle reti in nazionale ― Italia | Cronologia completa delle presenze e delle reti in nazionale ― Italia | Cronologia completa delle presenze e delle reti in nazionale ― Italia | Cronologia completa delle presenze e delle reti in nazionale ― Italia | Cronologia completa delle presenze e delle reti in nazionale ― Italia | Cronologia completa delle presenze e delle reti in nazionale ― Italia | Cronologia completa delle presenze e delle reti in nazionale ― Italia |
| Data                                                                  | Città                                                                 | In casa                                                               | Risultato                                                             | Ospiti                                                                | Competizione                                                          | Reti                                                                  | Note                                                                  |
| --------------------------------------------------------------------- | --------------------------------------------------------------------- | --------------------------------------------------------------------- | --------------------------------------------------------------------- | --------------------------------------------------------------------- | --------------------------------------------------------------------- | --------------------------------------------------------------------- | --------------------------------------------------------------------- |
| 7-6-2022                                                              | Cesena                                                                | Italia                                                                | 2 – 1                                                                 | Ungheria                                                              | UEFA Nations League 2022-2023 - 1º turno                              | -                                                                     | 83’                                                                   |
| Totale                                                                |                                                                       | Presenze                                                              | 1                                                                     |                                                                       | Reti                                                                  | 0                                                                     |                                                                       |

| Cronologia completa delle presenze e delle reti in nazionale ― Italia under 18 | Cronologia completa delle presenze e delle reti in nazionale ― Italia under 18 | Cronologia completa delle presenze e delle reti in nazionale ― Italia under 18 | Cronologia completa delle presenze e delle reti in nazionale ― Italia under 18 | Cronologia completa delle presenze e delle reti in nazionale ― Italia under 18 | Cronologia completa delle presenze e delle reti in nazionale ― Italia under 18 | Cronologia completa delle presenze e delle reti in nazionale ― Italia under 18 | Cronologia completa delle presenze e delle reti in nazionale ― Italia under 18 |
| Data                                                                           | Città                                                                          | In casa                                                                        | Risultato                                                                      | Ospiti                                                                         | Competizione                                                                   | Reti                                                                           | Note                                                                           |
| ------------------------------------------------------------------------------ | ------------------------------------------------------------------------------ | ------------------------------------------------------------------------------ | ------------------------------------------------------------------------------ | ------------------------------------------------------------------------------ | ------------------------------------------------------------------------------ | ------------------------------------------------------------------------------ | ------------------------------------------------------------------------------ |
| 8-2-2017                                                                       | Clairefontaine-en-Yvelines                                                     | Francia under 18                                                               | 1 – 1                                                                          | Italia under 18                                                                | Amichevole                                                                     | -                                                                              | 46’                                                                            |
| 8-3-2017                                                                       | Empoli                                                                         | Italia under 18                                                                | 4 – 4                                                                          | Danimarca under 18                                                             | Amichevole                                                                     | 1                                                                              | 46’                                                                            |
| 12-4-2017                                                                      | Kiev                                                                           | Ucraina under 18                                                               | 0 – 0                                                                          | Italia under 18                                                                | Amichevole                                                                     | -                                                                              | 72’                                                                            |
| 17-5-2017                                                                      | Aspach                                                                         | Germania under 18                                                              | 4 – 0                                                                          | Italia under 18                                                                | Amichevole                                                                     | -                                                                              | 82’                                                                            |
| Totale                                                                         |                                                                                | Presenze                                                                       | 4                                                                              |                                                                                | Reti                                                                           | 1                                                                              |                                                                                |

## Palmarès

### Club
- Coppa Italia Serie C: 1

Viterbese Castrense: 2018-2019
- Campionato italiano: 1

Napoli: 2022-2023

### Individuale
- Miglior marcatore della Supercoppa italiana: 1

2023